# Erlöserkirche (Bamberg)

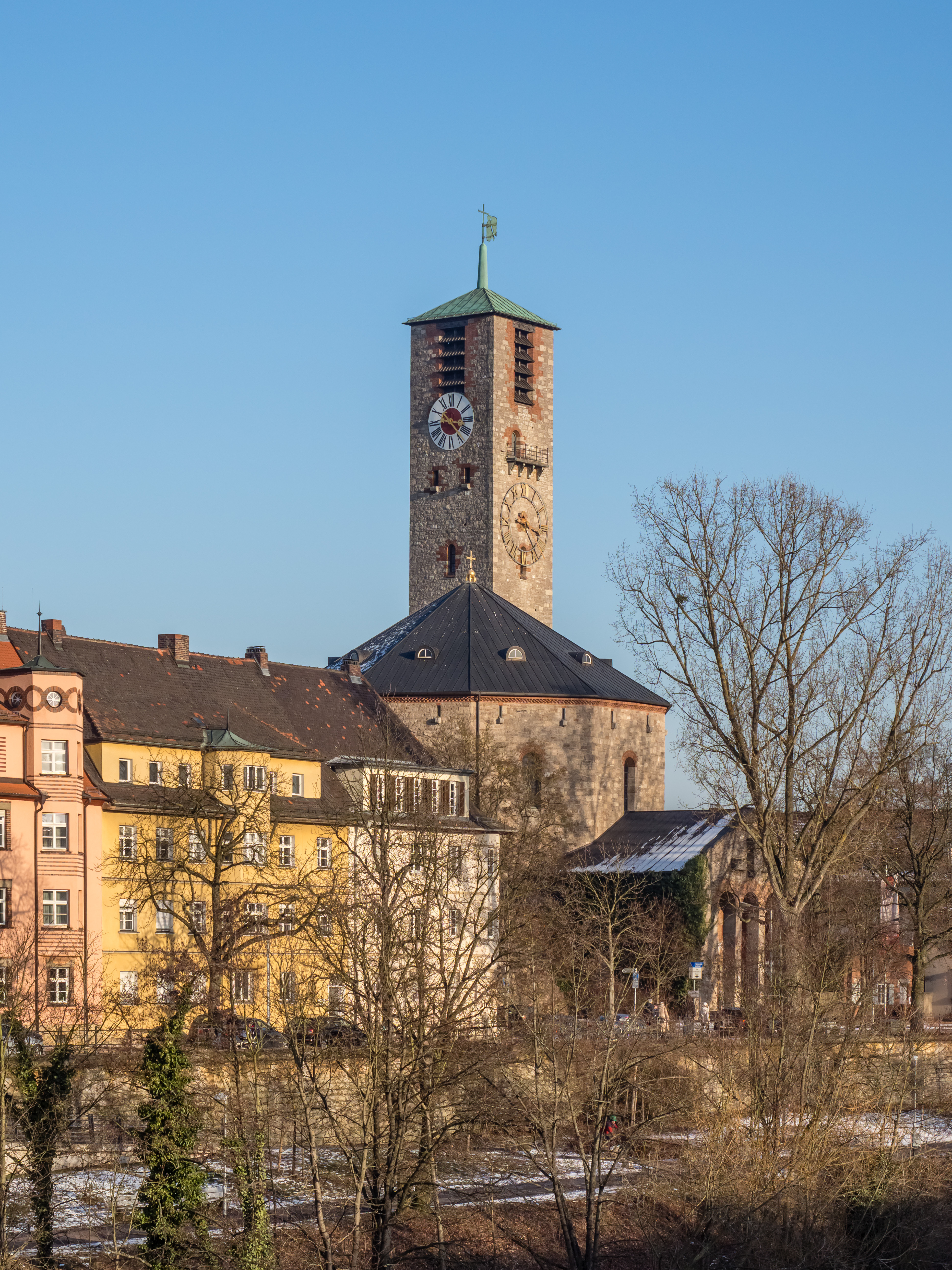
Erlöserkirche mit Campanile

Die Erlöserkirche (ⓘ) ist eine evangelisch-lutherische Kirche in der Bamberger Innenstadt am rechten Ufer des Main-Donau-Kanals. Sie ist die Kirche der Erlöserkirchen-Gemeinde mit 5400 Gemeindegliedern und gehört zum Dekanat Bamberg im Evangelischen Kirchenkreis Bayreuth der Evangelisch-Lutherischen Kirche in Bayern.

## Geschichte

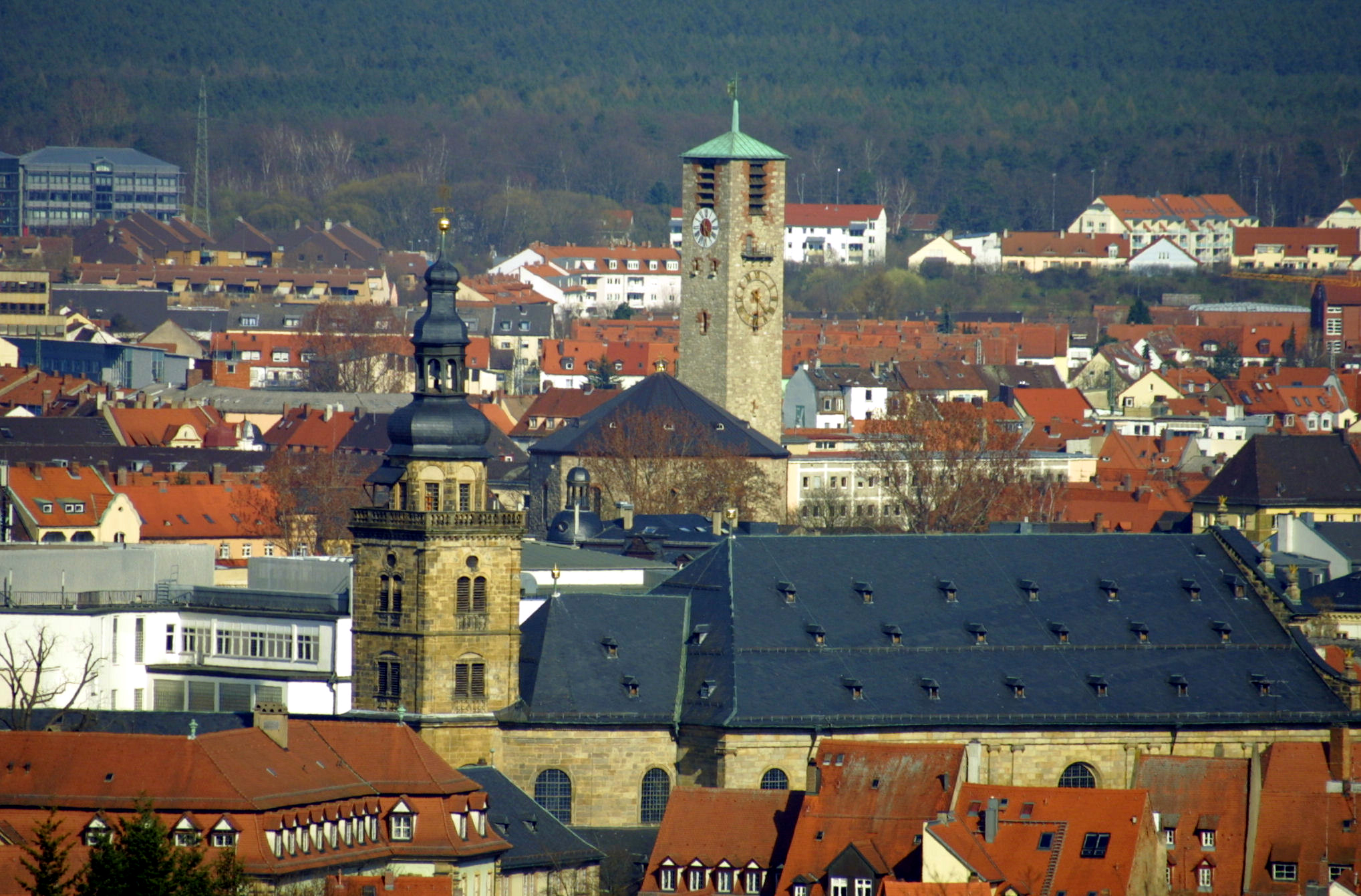
Erlöserkirche hinter St. Martin

Die Erlöserkirche wurde in den Jahren 1930 bis 1933 unter der Leitung des Architekten German Bestelmeyer errichtet und im Jahr 1934 eingeweiht.
Am 22. Februar 1945 wurde die Erlöserkirche bei einem alliierten Luftangriff von Bomben getroffen und stark zerstört. Die Gemeinde musste in andere Gebäude ausweichen. Der Wiederaufbau nach den ursprünglichen Plänen war erst im Jahr 1950 abgeschlossen.
Im Jahr 1972 wurden im Untergeschoss der Kirche nachträglich eingebaute Räume des Gemeindezentrums eingeweiht.

## Außenansicht

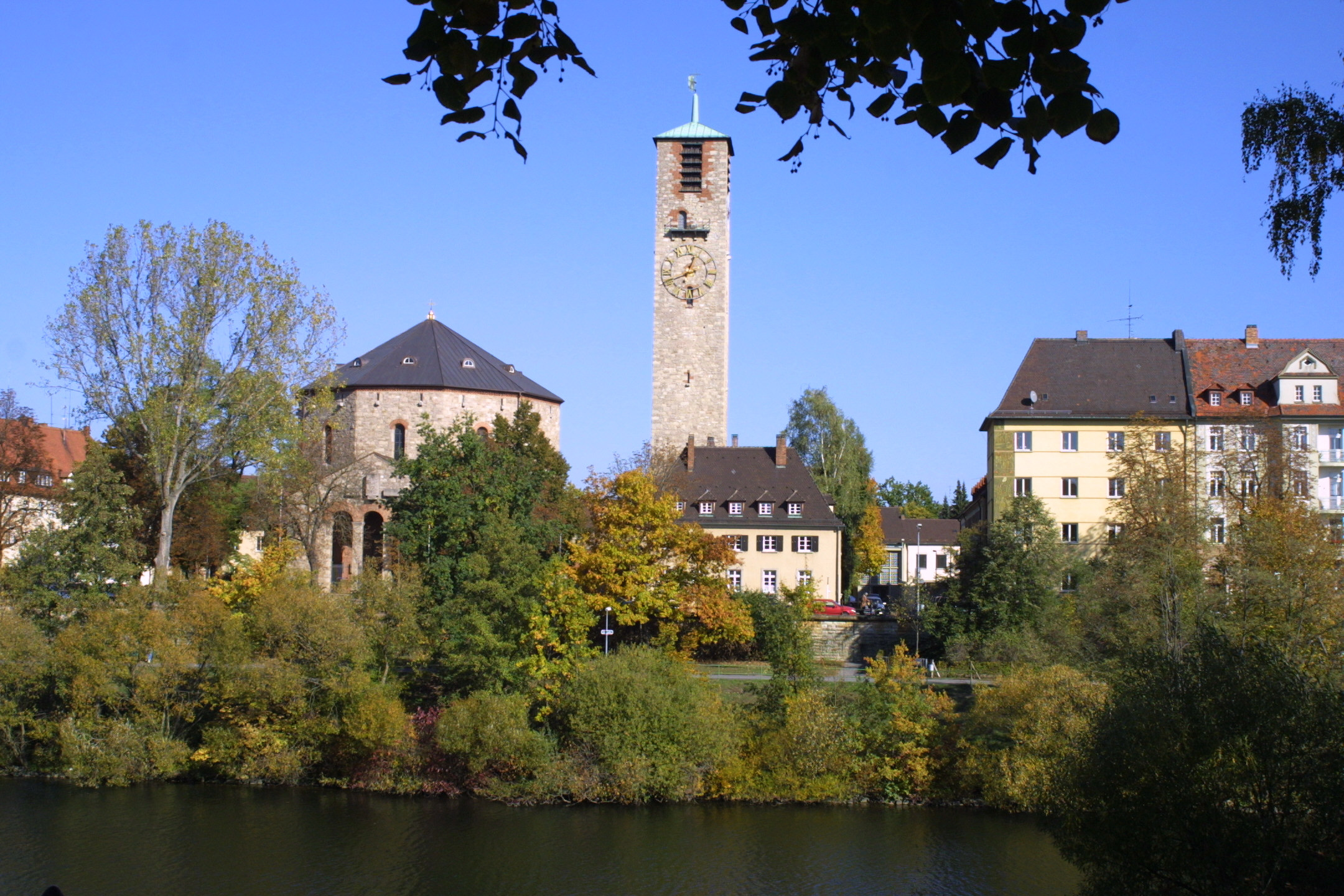
Erlöserkirche

Der Architekt orientierte sich bei seinem Entwurf eines zehneckigen Zentralbaus aus Bruchstein mit Zeltdach an frühchristlichen Zentralbauten und an italienischen Baptisterien des Mittelalters. An einer Seite des Zehnecks befindet sich eine Vorhalle mit hohen Rundbogenöffnungen. Hier ist der Haupteingang der Kirche. Neben der Ausführung in Bruchstein wurden besonders an Fenstern aber auch am Dachgesims rote Ziegelsteine als gestaltendes Element eingesetzt.
An südliche Vorbilder erinnert auch der durch einen Zwischenbau mit Sakristei und Mesnerwohnung angebundene Campanile mit Pyramidendach und Turmkreuz. Im 55 Meter hohen Turm befindet sich eine Turmuhr aus dem Jahr 1934, deren größtes Zifferblatt einen Durchmesser von sechs Metern hat. Im obersten Geschoss befindet sich die Glockenstube, außen kenntlich an den hochrechteckigen Schallöffnungen unterhalb des Dachgesimses.

## Glocken
Bis 1942 hingen vier Glocken im Turm, die von der Firma Ulrich aus Rothenburg ob der Tauber in den Schlagtönen h0, d1, fis1 und a1 gegossen wurden. Nur die zweitgrößte Glocke überdauerte den Zweiten Weltkrieg. Sie wurde 1958 in Zahlung gegeben. Im gleichen Jahr goss Friedrich Wilhelm Schilling vier neue Glocken, jedoch nicht in der zunächst geplanten historischen Disposition.
| Nr. | Name             | Gussjahr | Gießer                      | Durchmesser | Masse   | Schlagton (HT-1/16) |
| --- | ---------------- | -------- | --------------------------- | ----------- | ------- | ------------------- |
| 1   | Christusglocke   | 1958     | Friedrich Wilhelm Schilling | 1675 mm     | 3316 kg | h0 ±0               |
| 2   | Betglocke        | 1958     | Friedrich Wilhelm Schilling | 1383 mm     | 1833 kg | d1 +2               |
| 3   | Vaterunserglocke | 1958     | Friedrich Wilhelm Schilling | 1225 mm     | 1228 kg | e1 −1               |
| 4   | Taufglocke       | 1958     | Friedrich Wilhelm Schilling | 1095 mm     | 0884 kg | g1 +3               |

## Innenraum

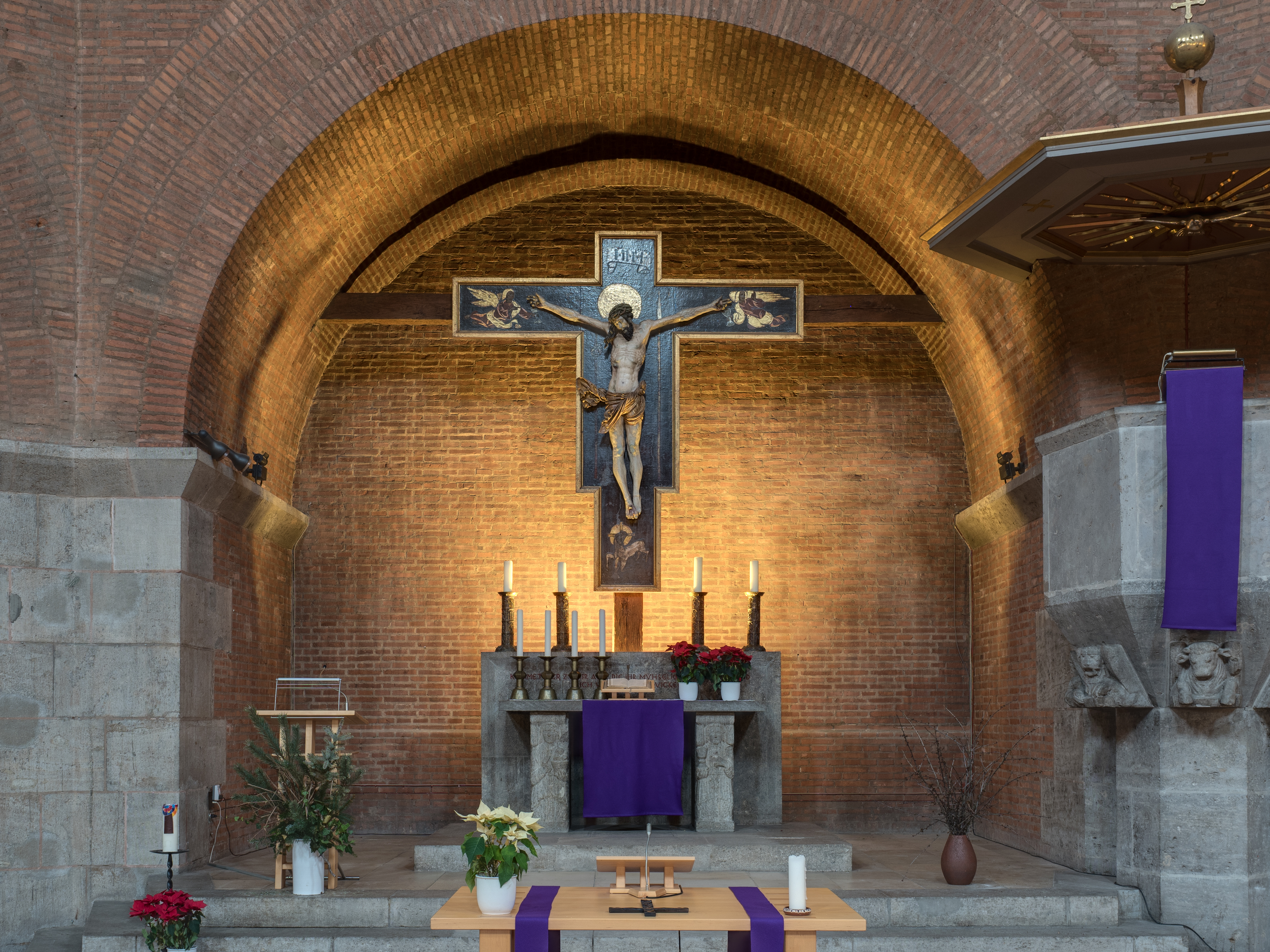
Altar

Der zehneckige Innenraum hat einen inneren Durchmesser von 22 Metern und eine Höhe von 19 Metern; er bietet 700 Sitzplätze. Er ist umgeben von einem Kranz von zehn Nischen. Innen ist die Kirche mit roten Ziegelsteinen gemauert und nur vereinzelt ist Naturstein eingesetzt. Schlichte Rundbogenfenster, je eines in den zehn Seitenwänden über den Nischen, belichten den Kirchenraum bei Tag.
Beim Betreten der Kirche fällt der Blick auf den Altar und darüber auf eine Darstellung des gekreuzigten Jesus, den Erlöser, von dem die Kirche ihren Namen hat. Das Kreuz wurde nach einem Entwurf des Architekten gestaltet, der Korpus stammt aus dem 16. Jahrhundert und wird der Schule von Veit Stoß zugerechnet. In der Nische links vom Altar befindet sich das ebenfalls vom Architekten entworfene Taufbecken, rechts vom Altar befindet sich die Kanzel.
Seit 2013 befindet sich die Dauerausstellung Bonhoeffer in Harlem des sino-australischen Künstlers John Young in der Erlöserkirche. Die Ausstellung besteht aus einem handgeknüpften Seidenteppich sowie acht Kreidezeichnungen.

## Orgel
In der Kirche befindet sich eine Orgel, die 1975 vom Orgelbauunternehmen G. F. Steinmeyer & Co. eingebaut wurde. Sie verfügt über 24 Register auf zwei Manualen und Pedal. Schon die ursprüngliche Orgel von 1934, die am Ende des Zweiten Weltkriegs zerstört wurde, war von Steinmeyer gebaut worden.